# Aeroportul Ouvéa
Aeroportul Ouvéa (IATA: UVE, ICAO: NWWV) este un aeroport din Ouvéa⁠(d), Noua Caledonie, Franța ce deservește zona Ouvéa⁠(d). Aeroportul a fost tranzitat în 2022 de 67.509 pasageri. A fost numit după zona deservită.
Situat la o altitudine de 7 m, aeroportul dispune de o singură pistă.